# 曾煒存

曾煒存牧師（1933年7月24日—2001年5月6日），早年於香港宣道會大埔堂工作，並兼任王肇枝中學的福音工作。移居加拿大後，於1981年出任加拿大亞伯達省愛城華人宣道會關顧主任，期後更兼任代主任牧師一職。1984年，愛城宣道會城北堂成立，曾牧師成為該為教會的主任牧師。1999年，曾牧師證實患上末期癌症，最後於2001年病近，享年68歲。
曾牧師原籍廣東番禺，年少時正逢中日抗戰，生活艱苦，11歲時輟學，14歲時隻身離開廣州到香港尋找生活，並於報館當小差派發報紙。曾牧師為人勤奮，由於失去上學的機會，故積極自學，練習書法；後來擔任牧師，更經常以自製的聖經金句書簽勉勵教會信徒。
曾牧師於1958年6月13日決志相信基督教，並於翌年4月13日接受浸禮。1960年入讀香港廣州聖經學院，從此踏上事奉基督的道路，並先後於香港及加拿大亞伯達省愛民頓市擔任牧者工作逾38年。
曾牧師為人耿直，一生以嚴謹的態度對待信仰，勤奮於教會中服侍教友。曾牧師擅長把聖經教訓，轉化成詩歌形式教導信徒，以下列出曾牧師的部分作品：
聖經目錄歌
創出利民申 摩西五經真
約書士師路得記 母耳上下分
列王歷代上下共四卷 斯拉斯帖上下共四卷
約伯記下詩篇同箴言 更有傳道兼雅歌
先知起首以賽亞 耶利米下有哀歌
以西以理大先知 何西約珥阿摩司
俄巴底亞又約拿 彌迦那鴻哈巴谷
在下還有西番雅 亦有哈該撒迦利亞
創世記讀到瑪拉基 舊約三十九卷真全備 真全備
馬太馬可路加和約翰 使徒羅馬哥林多
加拉太對下以弗所 腓立歌羅帖撒羅
提摩提多腓利門 希伯來人雅各
彼得前後和 還有約翰一二三書
猶大啟示錄
此乃新約目錄歌
試問新舊約 卷數有幾多
舊約三十九 新約二十七
共埋六十六 豈不是三九二十七 三九二十七
書簽上的聖經格言
- 世道艱難險惡多，仗主何防愛折磨，不信請研腓立比，獄中能頌讚美歌。
- 聖靈啟迪常新穎，主恩眷佑自剛強。